# Boranakanive, Chiknayakanhalli
Boranakanive là một làng thuộc tehsil Chiknayakanhalli, huyện Tumkur, bang Karnataka, Ấn Độ.